# Wolfgang Schüssel
Wolfgang Schüssel (Beč, 7. lipnja 1945.), austrijski političar.
Od 4. veljače 2000. do 11. siječnja 2007. bio je 9. austrijski savezni kancelar (premijer).